# جيلهيرمي ميلاراجنو
جيلهيرمي ميلاراجنو (مواليد 9 أغسطس 1993) هو مبارز بالسيف برازيلي، مثّل بلاده في الألعاب الأولمبية الصيفية 2016.

## روابط رياضية
جيلهيرمي ميلاراجنو على موقع الاتحاد الدولي للمبارزة (الإنجليزية)
- جيلهيرمي ميلاراجنو على موقع أوليمبيديا (الإنجليزية)
- جيلهيرمي ميلاراجنو على موقع اللجنة الأولمبية البرازيلية (البرتغالية)